# Pandelleia albipennis
Pandelleia albipennis là một loài ruồi trong họ Tachinidae.